# Museo di Capodimonte

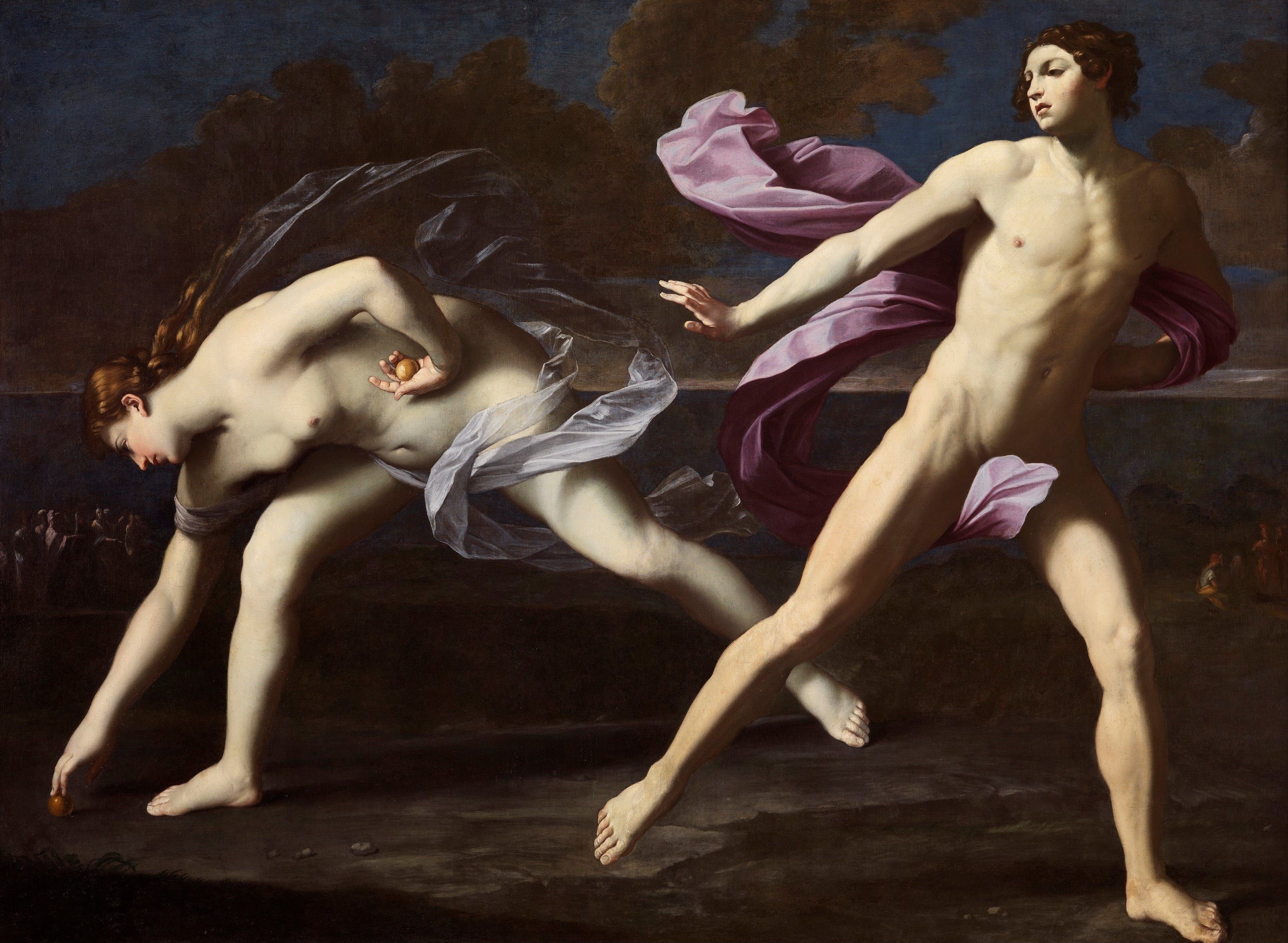
Atalanta i Hippomenes Guido Reni

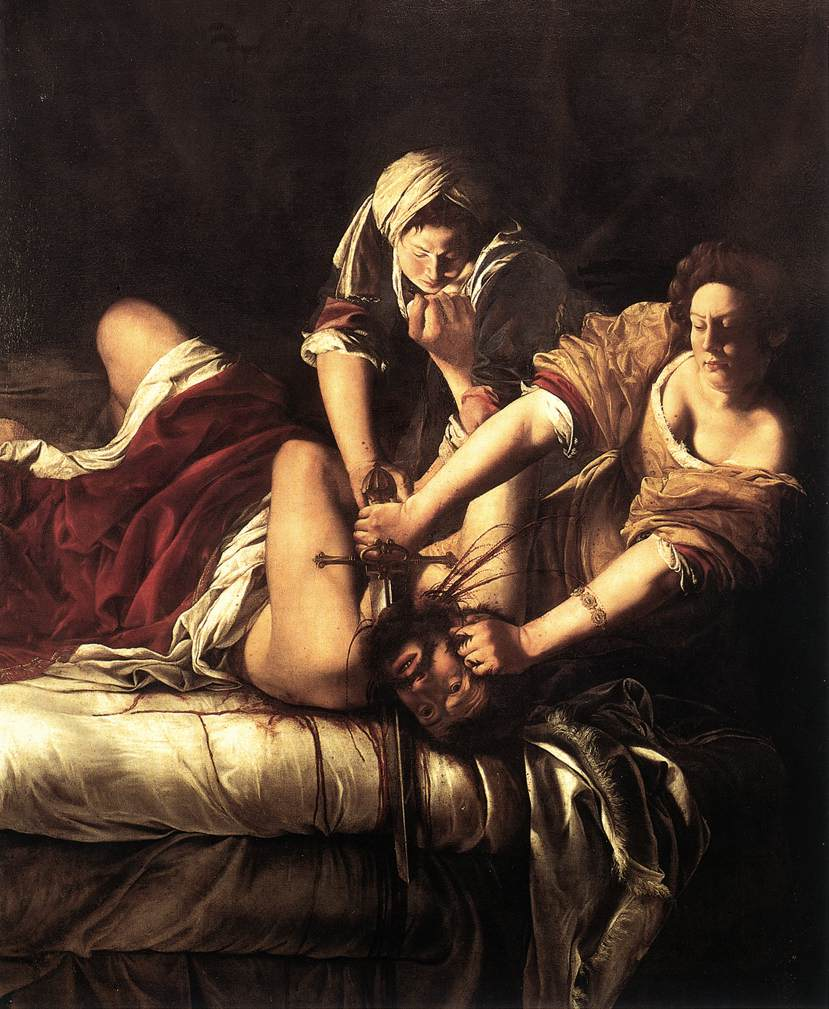
Judyta zabijająca Holofernesa

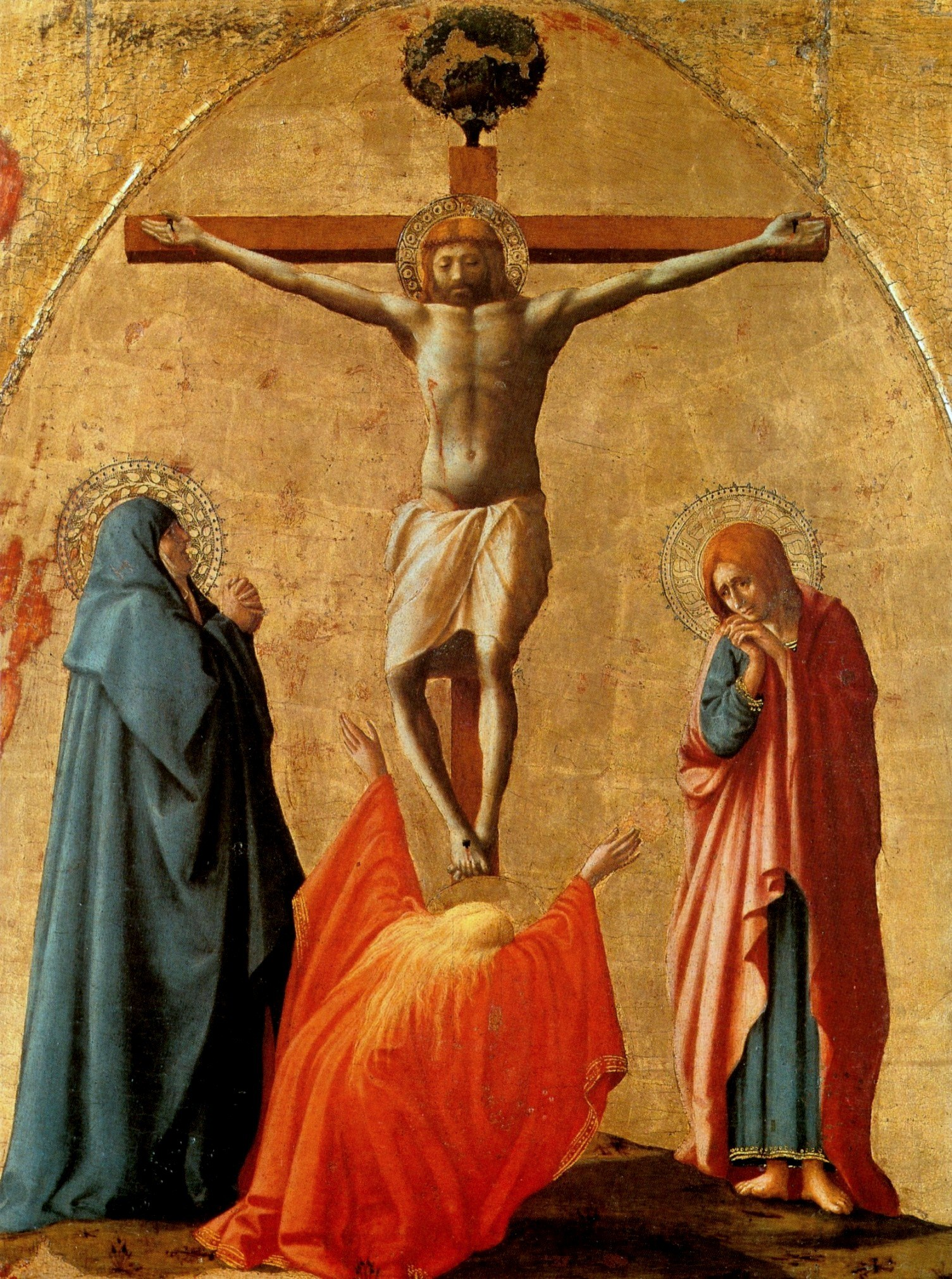
Ukrzyżowanie, Masaccio

Museo di Capodimonte – włoskie muzeum sztuki w Neapolu.
Pałac, w którym znajduje się obecnie muzeum, został wybudowany przez Karola Burbona w 1754 roku. Był on wielbicielem sztuki, założycielem Teatru San Carlo oraz królewskiej manufaktury porcelany. Pałac, prócz funkcji wypoczynkowej, miał spełniać rolę miejsca, gdzie przechowywana będzie królewska kolekcja dzieł sztuki.
Kolekcja powstawała dzięki XVI wiecznym mecenasom sztuki rodu Farnese. Alessandro Farnase w 1534 roku został papieżem Pawłem III. Był on wielbicielem malarstwa a jego portrety malował Tycjan i Sebastiano del Piombo. Jego bratanek, kardynał Alessandro Farnase powiększył kolekcje i umieścił ją w Palazzo Farnese. W tym czasie kolekcja rozrosła się o dzieła m.in. Tycjana, El Greca, Bronzina, Lorenza Lotta oraz Rossa Florentina. Zbiory zostały poszerzone o kolekcje bibliotekarza i sekretarza Alessandra, Fulvia Orsiniego. W XVII wieku zbiory rozrosły się o obrazy przedstawicieli szkoły emiliańskiej. Do ich powiększenia przyczynili się przedstawiciele rodu Farnese z parmeńskiej gałęzi. W XVIII wieku zbiory trafiły do Karola III. Jeszcze przed trafieniem ich do pałacu Capodimonte zbiory znajdowały się w Neapolu w Museo Farnesiano.
W późniejszym okresie, za panowania Józefa Bonapartego i Joachima Murata, zbiory jeszcze bardziej powiększyły się i zostały udostępnione dla zwiedzających. Dziś obejrzeć można dzieła zgromadzone w salonie Galerii Farnese, w Apartamentach Królewskich (głównie porcelana, portrety rodzinne i wyroby jubilerskie). Na drugim piętrze znajdują się obrazy z okresu neapolitańskiego a także dzieła caravaggionistów. Na drugim piętrze znajdują się sala Galerii Narodowej Capodimonte z dziełami sztuki XIX wiecznej i nowoczesnej.

## Artyści, których dzieła znajdują się w muzeum
- Tycjan
- Pieter Bruegel (starszy)
- Andrea Mantegna
- Annibale Carracci
- Angelika Kauffmann
- Francisco Goya
- Giovanni Lorenzo Bernini
- Sebastiano del Piombo
- Masaccio
- Simone Martini
- Artemisia Gentileschi
- Luca Giordano
- Guido Reni
- Lorenzo Lotto
- Giovanni Battista Caracciolo
- Gaspare Traversi